# 1980年モスクワオリンピックの柔道競技
1980年モスクワオリンピックの柔道競技（1980ねんモスクワオリンピックのじゅうどうきょうぎ）は、1980年7月27日から8月2日までの競技日程で実施された。

## 概要
実施されたのは男子のみで、前回大会より2階級増え8階級となったが、1979年のソビエト連邦によるアフガニスタン侵攻を機にアメリカや日本、韓国、西ドイツなどを含む西側諸国の多くがボイコットを表明した。

## 競技結果
| 階級       | 金                                        | 銀                                        | 銅                                              |
| ---------- | ----------------------------------------- | ----------------------------------------- | ----------------------------------------------- |
| 60kg以下級 | ティエリー・レイ フランス (FRA)           | ホセ・ロドリゲス キューバ (CUB)           | キンチェシュ・ティボル ハンガリー (HUN)         |
| 60kg以下級 | ティエリー・レイ フランス (FRA)           | ホセ・ロドリゲス キューバ (CUB)           | アランビ・エミシュ ソビエト連邦 (URS)           |
| 65kg以下級 | ニコライ・ソロドクリン ソビエト連邦 (URS) | ツェンディーン・ダムディン モンゴル (MGL) | イリアン・ネドコフ ブルガリア (BUL)             |
| 65kg以下級 | ニコライ・ソロドクリン ソビエト連邦 (URS) | ツェンディーン・ダムディン モンゴル (MGL) | ヤヌシュ・パヴウォフスキ ポーランド (POL)       |
| 71kg以下級 | エツィオ・ガンバ イタリア (ITA)           | ニール・アダムス イギリス (GBR)           | ラフダン・ダバーダライ モンゴル (MGL)           |
| 71kg以下級 | エツィオ・ガンバ イタリア (ITA)           | ニール・アダムス イギリス (GBR)           | カール＝ハインツ・レーマン 東ドイツ (GDR)       |
| 78kg以下級 | ショータ・ハバレーリ ソビエト連邦 (URS)   | フアン・フェレール キューバ (CUB)         | ハラルト・ハインケ 東ドイツ (GDR)               |
| 78kg以下級 | ショータ・ハバレーリ ソビエト連邦 (URS)   | フアン・フェレール キューバ (CUB)         | ベルナール・チュルーヤン フランス (FRA)         |
| 86kg以下級 | ヨルグ・ロースリスベルガー スイス (SUI)   | イサーク・アスクイ キューバ (CUB)         | アレクサンドル・ヤチケビッチ ソビエト連邦 (URS) |
| 86kg以下級 | ヨルグ・ロースリスベルガー スイス (SUI)   | イサーク・アスクイ キューバ (CUB)         | デトレフ・ウルチ 東ドイツ (GDR)                 |
| 95kg以下級 | ロベルト・バンドワール ベルギー (BEL)     | テンギズ・フブルーリ ソビエト連邦 (URS)   | ディートマー・ローレンツ 東ドイツ (GDR)         |
| 95kg以下級 | ロベルト・バンドワール ベルギー (BEL)     | テンギズ・フブルーリ ソビエト連邦 (URS)   | ヘンク・ヌマン オランダ (NED)                   |
| 95kg超級   | アンジェロ・パリジ フランス (FRA)         | ディミタル・ザプリアノフ ブルガリア (BUL) | ラドミール・コバセビッチ ユーゴスラビア (YUG)   |
| 95kg超級   | アンジェロ・パリジ フランス (FRA)         | ディミタル・ザプリアノフ ブルガリア (BUL) | ウラジーミル・コツマン チェコスロバキア (TCH)   |
| 無差別級   | ディートマー・ローレンツ 東ドイツ (GDR)   | アンジェロ・パリジ フランス (FRA)         | オジュヴァール・アンドラーシュ ハンガリー (HUN) |
| 無差別級   | ディートマー・ローレンツ 東ドイツ (GDR)   | アンジェロ・パリジ フランス (FRA)         | アーサー・マップ イギリス (GBR)                 |

## 各国メダル数
| 順 | 国・地域         | 金 | 銀 | 銅 | 計 |
| -- | ---------------- | -- | -- | -- | -- |
| 1  | ソビエト連邦     | 2  | 1  | 2  | 5  |
| 2  | フランス         | 2  | 1  | 1  | 4  |
| 3  | 東ドイツ         | 1  | 0  | 4  | 5  |
| 4  | ベルギー         | 1  | 0  | 0  | 1  |
| 4  | イタリア         | 1  | 0  | 0  | 1  |
| 4  | スイス           | 1  | 0  | 0  | 1  |
| 7  | キューバ         | 0  | 3  | 0  | 3  |
| 8  | ブルガリア       | 0  | 1  | 1  | 2  |
| 8  | イギリス         | 0  | 1  | 1  | 2  |
| 8  | モンゴル         | 0  | 1  | 1  | 2  |
| 11 | ハンガリー       | 0  | 0  | 2  | 2  |
| 12 | チェコスロバキア | 0  | 0  | 1  | 1  |
| 12 | オランダ         | 0  | 0  | 1  | 1  |
| 12 | ポーランド       | 0  | 0  | 1  | 1  |
| 12 | ユーゴスラビア   | 0  | 0  | 1  | 1  |